# Eccoptomera itoi
Eccoptomera itoi är en tvåvingeart som beskrevs av Okadome 1969. Eccoptomera itoi ingår i släktet Eccoptomera och familjen myllflugor. Inga underarter finns listade i Catalogue of Life.